# Effetia craspedoconidica
Effetia craspedoconidica är en svampart som beskrevs av Bartoli, Maggi & Persiani 1984. Effetia craspedoconidica ingår i släktet Effetia, ordningen Sordariales, klassen Sordariomycetes, divisionen sporsäcksvampar och riket svampar.   Inga underarter finns listade i Catalogue of Life.